# Stańcie przed lustrami
Stańcie przed lustrami – debiutancki album zespołu Róże Europy wydany w 1988 nakładem wytwórni Polton.
Nagrań dokonano w dniach 25–30 kwietnia, 2–5 maja, 14 maja 1988 w poznańskim Studio Giełda.

## Lista utworów
Strona 1
1. „Mamy dla was kamienie” (muz. Róże Europy – sł. P. Klatt) – 3:40
2. „Moda na scyzoryki” (muz. Róże Europy – sł. P. Klatt) – 5:05
3. „Dzikie biustonosze” (muz. Róże Europy – sł. P. Klatt) – 4:12
4. „Podróże z Europy do Europy” (muz. Róże Europy – sł. P. Klatt) – 4:43
5. „List do Gertrudy Burgund” (muz. A. Orzech – sł. P. Klatt) – 5:50

Strona 2
1. „Jego uszy są diabelskie” (muz. Róże Europy – sł. P. Klatt) – 4:00
2. „Stańcie przed lustrami” (muz. A. Orzech – sł. P. Klatt) – 5:20
3. „Aleje Jerozolimskie '88” (muz. Róże Europy – sł. P. Klatt) – 4:05
4. „Za coca-colę i miłość” (muz. Róże Europy – sł. P. Klatt) – 4:40
5. „Dom w dolinie” (muz. Róże Europy – sł. P. Klatt) – 5:32

## Twórcy[1]
- Piotr Klatt – śpiew
- Adam Swędera – perkusja
- Michał Grymuza – gitara
- Artur Orzech – gitara
- Ryszard Wojciul – saksofon, klarnet, instrumenty klawiszowe
- Grzegorz Kluska – gitara basowa
- Robert Szambelan – programowanie perkusji

Muzycy towarzyszący:
- Stanisław Bartosik
- Tadeusz Gbur
- Grażyna Trela

Personel
- Piotr Madziar – realizacja
- Jacek Frączek – asystent realizatora
- Zbigniew Suchański – asystent realizatora
- Wojciech Kurkowski – asystent realizatora
- Ryszard Gloger – redakcja
- Piotr Klatt, Adam Swędera – projekt graficzny
- Robert Król – foto